# Wapen van Loenen
Het wapen van Loenen werd op 26 juni 1816 door de Hoge Raad van Adel bevestigd in gebruik bij de Utrechtse gemeente Loenen. De gemeente is tussen 1817 en 1820 opgeheven en weer opnieuw gecreëerd. In 1964 kwamen Vreeland en Loenersloot bij de gemeente. De nieuwe gemeente kreeg op 20 april 1972 per Koninklijk Besluit het tweede wapen toegekend. Tot het gebruik van het nieuwe wapen gebruikte de gemeente het oude wapen van de eerste gemeente Loenen, dat tevens gevoerd werd door de heerlijkheid Loenen. Het tweede wapen was vrijwel gelijk aan het wapen van Vreeland.

## Blazoeneringen

### Eerste wapen
De blazoenering van het wapen luidt als volgt:
Van lazuur beladen met zes dwarsbalken van goud en eene band van 't zelfde brocherende over het geheel.
Dit wapen is geheel blauw van kleur met geheel gouden wapenstukken: zes dwarsbalken en een gouden band over de dwarsbalken heen, brocherend betekent over alles heen. Deze kleurstelling zijn de Rijkskleuren, zoals ook het wapen van Nederland blauw met goud is.

### Tweede wapen
De blazoenering van het tweede wapen luidt als volgt:
Gewelfd doorsneden; I in zilver een kerk tussen twee gekanteelde torens, die ter rechterzijde gedekt, die ter linkerzijde van drie verdiepingen, alles van keel, verlicht van sabel, de daken van azuur en boven vergezeld van een schildje van keel met een kruis van zilver; II in azuur een beeld van de heilige Martinus te paard, zijn mantel doorsnijdend voor een hem volgende, op een kruk steunende bedelaar, alles van goud. Het schild gedekt met een gouden kroon van drie bladeren en twee parels.
Het wapen is niet horizontaal gedeeld, maar meer in de vorm van een boog of gewelf. De bovenste helft is zilver van kleur met daarop een rode kerk met twee torens. Boven het dak tussen de torens is het wapen van het Sticht Utrecht geplaatst. In de onderste helft staat in Rijkskleuren Sint Maarten te paard die een deel van zijn mantel overhandigt aan de bedelaar.

## Overeenkomstige wapens
De volgende wapens komen op historische gronden overeen met het wapen van Loenen

Het eerste wapen van Vreeland
Het tweede wapen van Vreeland
Het wapen van het Sticht Utrecht

Abcoude
· Abcoude-Baambrugge
· Abcoude-Proostdij
· Achttienhoven
· Amerongen
· Benschop
· Breukelen
· Breukelen-Nijenrode
· Breukelen-Sint Pieters
· Bunnik
· Cothen
· Darthuizen
· De Vuursche
· Doorn
· Driebergen
· Driebergen-Rijsenburg
· Everdingen
· Haarzuilens
· Hagestein
· Harmelen
· Hoenkoop
· Hoogland
· Houten
· Indijk
· Jaarsveld
· Jutphaas
· Kamerik
· Kockengen
· Langbroek
· Leersum
· Linschoten
· Loenen
· Loenersloot
· Loosdrecht
· Maarn
· Maarssen
· Maarsseveen
· Maartensdijk
· Mijdrecht
· Nigtevecht
· Noord-Polsbroek
· Odijk
· Oudenrijn
· Polsbroek
· Rijsenburg
· Ruwiel
· Schalkwijk
· Snelrewaard
· Sterkenburg
· Stoutenburg
· Tienhoven
· Vianen 
· Vinkeveen
· Vinkeveen en Waverveen
· Vleuten
· Vleuten-De Meern
· Vreeland
· Vreeswijk
· Waarder
· Waverveen
· Werkhoven
· Westbroek
· Willeskop
· Willige Langerak
· Wilnis
· Zegveld
· Zuilen
· Zuid-Polsbroek